# Управление разведки и противодействия подпольным финансовым схемам
Управление разведки и противодействия подпольным финансовым схемам (фр. Traitement du Renseignement et Action contre les Circuits FINanciers clandestins, TRACFIN) — агентство министерства экономики и финансов Франции, отвечающее за борьбу с отмыванием денег.
Создано в 1990 году после саммита G7, согласно закону № 90-614 от 12 июля 1990 года, сначала в качестве подразделения Главного таможенного управления Франции, в 2006 выделено в самостоятельное агентство. Его офис по-прежнему размещается в здании таможенного управления.
Директор TRACFIN — Жан-Батист Карпентье.
Основные задачи TRACFIN:
- сбор информации о подпольных финансовых схемах и операциях, которые могут быть использованы для финансирования терроризма и отмывания денег (статья L.521-23 и R.561-33, CMF);
- анализ финансовой информации, полученной в соответствии со статьями L.561-26, L561-27 и L. CMF 561-31;
- передачи информации о незаконных финансовых операциях (статья 561-29 CMF) судебным органам, полиции, таможенной службе и налоговой службе.

Наряду с операциями внутри страны, TRACFIN участвует в работе Группы «Эгмонт» — неформального форума, учрежденного в Брюсселе, главной целью которого является укрепление международного сотрудничества в сфере борьбы с отмыванием денег. В рамках этого форума, в частности, разработаны типовые соглашения о двустороннем сотрудничестве между финансовыми разведками разных стран, регулярный обмен информацией через Интернет и регулярное проведение региональных учебных семинаров.
В 2008 году TRACFIN отправило 957 запросов в другие страны (в основном в страны Евросоюза) и, в свою очередь, получило 951 запросов от иностранных коллег, 93 % из которых приходится на запросы европейских стран.
В июне 2012 TRACFIN создало онлайновый сервис ERMES, с помощью которого зарегистрированные пользователи могут довести необходимую информацию до сведения TRACFIN.